# 顺德交通
顺德区是广东省佛山市的市辖区之一，也是中国大陆和广东省最富庶的地区之一。近年来，顺德区推行TC（交通共同体公交管理模式，Traffic Community的简称）公交模式，及建设公共自行车服务系统。

## 对外交通

### 城际
广珠城际轨道交通横跨顺德并在顺德设碧江站、北滘站、顺德站、顺德学院站和容桂站。
广佛环线在顺德区境内设有顺德北、北滘西和陈村三座车站。

### 地铁
- █广佛线：世纪莲站、东平站、新城東站
- █2号线：登洲站、花卉世界站、仙涌站、石洲站
- █广州地铁7号线：美的大道站、北滘公园站、美的站、南涌站、锦龙站、陈村站、陳村北站
- █3号线：东平站、大墩站、岳步站、潭洲会展站、北滘西站、高村站、北滘公园站、广教站、伦教站、荔村站、顺德人民医院站、环市北站、大良钟楼站、东乐路站、驹荣北路站、顺德一中站、顺德欢乐海岸站、顺德学院站

### 公路
途经顺德区的高速公路有5条，分别为广珠西线高速公路顺德段31公里，广州绕城高速公路南二环顺德段30公里，沈海高速公路顺德段5.3公里，以及佛山一环高速公路及南延线、东新高速公路。此外，建设中的广明高速公路、广中江高速公路、佛江高速公路也经过顺德。

顺德的3015交通圈已基本实现。”所谓“3015”，就是顺德区内十镇街任何两个镇街的交通距离将不大于30分钟车程，区内任何一个镇街15分钟内可上到高速公路，再借助高速的便捷前往全国各地。

### 客运
顺德共有三个国家二级及以上汽车客运站，分别为顺德客运总站、容桂客运站、龙江龙山客运站，其余镇街的客运站及交通中心均达到国家三级标准。
- 顺德客运总站：位于广东佛山顺德区大良街道南国中路、105国道旁，是顺德境内最大的客运站场，是《广佛国家公路运输组合枢纽总体规划》的组成部分22个客运站之一。[4]
- 容桂客运站：位于顺德区容桂街道红星居委会文海中路2号。
- 龙山客运站：位于顺德325国道龙江段与顺番公路交汇处，涵括多种交通方式如内地、港澳公路长途客运，共有180多条省际班线、公共汽车、出租小汽车等，还设立有购票登机一站式服务的候机楼。

### 港口
顺德主要港口有顺德港、勒流港及建设中的顺德新港等。
- 顺德港：位于顺德区大良街道德胜河板沙尾，其前身是容奇港。1998年1月，为配合顺德新城区的建设和提高顺德区的知名度。经省政府批准，市政府投资1.8亿元人民币，将容奇港搬迁并易名为顺德港。目前每日开行数艘客轮前往香港。[5]
- 勒流港：位于顺德区北江水道，地处顺德区的中部，其工程码头设9个千吨级泊位，海关、检验检疫、边检、海事、船务公司等部门的综合办公楼面积达1万平方米。港口的吞吐量能满足60万标准箱/年、散货300万吨/年的规模要求。[6]
- 顺德新港：位于杏坛镇南华村，处于东海水道左岸、七滘大桥上游，是目前顺德区通航条件最佳的河岸线之一，可直通南海，东南与珠海高栏港相连，直达全国各地港口。2011年9月20日正式破土动工。[7]

## 市内交通

### 公共汽车
顺德公交目前由顺德汽运、新协力公交、鸿运公交负责运营，
实行“在公交线路经营权全部归属政府所有的前提下，政府以签订合同及考核兑现的形式向运营商购买公交服务”的TC公交模式。顺德公交以3和9开头，前往广州地区的公交则在数字前添加“佛”字。
截至2013年4月，顺德公交共开通TC公交线路119条，投入TC公交运力1515台，其中包括439台LNG清洁能源公交、66台气电混合动力公交车，全区清洁能源公交共有790台。2012年，全区公交客流量约14000万人次，日均客流量约40万人次。城区公交出行分担率由2011年底的17.22%提升为20.91%。
顺德境内所有公交可使用岭南通缴费。

### 公共自行车
大良街道及北滘街道公共自行车参见城市动员
勒流街道、伦教街道、陈村镇、龙江镇、杏坛镇、均安镇公共自行车参见绿色畅想
数据显示，2012年内全区共新增2150辆公共自行车。截止2013年4月，顺德区共投放公共自行车4470辆，服务网点达到225个，覆盖除容桂街道外的九个镇街。
陈村、勒流、杏坛、龙江、伦教和均安的公共自行车服务系统开通后，顺德已有9个镇街建设了公共自行车系统。但9个镇街的公共自行车由3个不同的运营商管理，隶属于3个系统，系统之间无法连通。其中，大良和北滘为同一个系统（城市动员），乐从则与禅城、佛山新城、桂城、大沥一个系统，陈村、勒流、杏坛、龙江、伦教和均安为另一个系统，因此，面积不大的顺德同时运营着三个无法互通的公共自行车系统，给顺德市民带来诸多不便。
2013年7月，顺德区环境运输和城市管理局在大良和伦教交界区域——伦教鸡洲长丰苑、大良海琴湾附近，分别设置了公共自行车交互接驳点试点，以方便市民可在此进行跨镇公共单车的换乘。但试点仍然无法实现一卡通用，区内公共自行车系统三足鼎立、各自为政的壁垒依然存在。

### 优惠政策
1. 使用广佛通IC卡搭乘享受8折优惠；乘坐大良镇内TC，45分钟内换成享受5折优惠。
2. 年满60岁不满65岁且持有《老年人优待证》享受半价优惠。年满65岁以上且持有《老年人优待证》搭乘免费。
3. 持有《佛山市离休干部优待证》的离休干部免费。
4. 身高1.2米以下儿童免费，身高1.2米—1.5米半价优惠。
5. 持有《中华人民共和国残疾人证》、《革命伤残军人证》免费。
6. 持有《佛山市优抚对象优待证》搭乘免费。
7. 现役军人持《士兵证》、《军官证》免费。